# 篠原千繪
篠原千繪（日语：／ Shinohara Chie，1960年2月15日—）是日本漫畫家，於神奈川縣出生。興趣是兜風及打高爾夫球。處女作為《紅傳說》，刊登於1981年《皇冠》冬季號。作品結合懸疑、推理、恐怖這三大元素，使在眾多少女作品中顯得獨樹一幟。1987年以《魔影紫光》獲得第32屆小學館漫畫賞，奠定她在少女漫畫迷中堅實的地位。

## 作品列表

### 主要作品
- 《詭域闇姬》2卷待續
- 《霧森賓館》全2卷〈另譯：霧之森HOTEL〉
- 《水棲之花》全5卷
- 《蒼之封印》全11卷
- 《魔影紫光》全12卷
- 《赤河戀影》全28卷〈另譯：闇河魅影、又名：天是紅河岸〉
- 《海之闇月之影（日语：海の闇、月の影）》全18卷〈另譯：海闇月影〉
- 《陵子的心靈事件簿》全4卷〈另譯：靈貓〉
- 《破曉的獅子》全1冊〈另譯：迷情土耳其〉
- 《逃亡急行》全1冊
- 《墜海之燕》全1冊
- 《夢之雫、黃金鳥籠（日语：夢の雫、黄金の鳥籠）》全20卷

### 傑作集
- 《半夜訪問者》
- 《再見！目擊者》
- 《闇夜之影》〈另譯：闇夜傳說〉
- 《第三個消失者》
- 《篠原千繪傑作集》

### 小說
- 《前世今生緣系列》〈《靈貓》小說版，作者：飛鳥芽藺，日版為全兩冊〉

01 回首夢已遠
02 情牽來生
03 真心相許
04 與愛共舞
05 二世情緣
- 《起死回生的女孩》〈全六冊〉

01 轉世
02 預知
03 水禍
04 綁架
05 戀讐
05 焦心

## 得獎記錄
- 《魔影紫光》獲得第32回小學館漫畫大賞
- 《闇河魅影》獲得第46回小學館漫畫大賞

## 改編電影
- 日文名：水に棲む花
- 英文名：Romance of Darkness
- 中譯名：水生花、水棲之花
- 首映：2006年5月27日‧東京澀谷
- 導演：後藤憲治
- 編劇：德江麻美子
- 演員

二階堂六花〈前田亞季 飾〉
二階堂楪〈竹財輝之助 飾〉
出水〈高杉瑞穗 飾〉
立夏〈北川景子 飾〉

## 外部連結
- 漫畫村莊 （页面存档备份，存于）
- 映画『水に棲む花』公式サイト